# Rentner haben niemals Zeit
Rentner haben niemals Zeit ist eine Fernsehserie des Fernsehens der DDR, die ab 1977 unter der Regie von Horst Zaeske entstand.

## Inhalt
Im Zentrum der Serie stehen die Erlebnisse des Rentner-Ehepaars Anna und Paul Schmidt (Helga Göring und Herbert Köfer). Diese haben stets alle Hände voll zu tun, wird ihre Hilfe doch gern und von zahlreichen Mitmenschen in Anspruch genommen. Und die beiden helfen gern – bleibt ihr Leben dadurch doch stets abwechslungsreich und interessant.

## Episodenübersicht
| Folge | Titel            | Autor                |
| ----- | ---------------- | -------------------- |
| 1.    | Der Huckelkuchen | Ursula Damm-Wendler  |
| 2.    | Diplomatie       | Horst Ulrich Wendler |
| 3.    | Der Koffer       | Horst Ulrich Wendler |
| 4.    | Der Fund         | Ursula Damm-Wendler  |
| 5.    | Heimlichkeiten   | Ursula Damm-Wendler  |
| 6.    | Der Ausflug      | Horst Ulrich Wendler |
| 7.    | Geschenke        | Ursula Damm-Wendler  |
| 8.    | Das Gipsbein     | Horst Ulrich Wendler |
| 9.    | Heiratspläne     | Horst Ulrich Wendler |
| 10.   | Der Ausreißer    | Ursula Damm-Wendler  |
| 11.   | Der Ring         | Ursula Damm-Wendler  |
| 12.   | Der neue Vater   | Horst Ulrich Wendler |
| 13.   | Polterabend      | Ursula Damm-Wendler  |
| 14.   | Die Lüge         | Horst Ulrich Wendler |
| 15.   | Möglichkeiten    | Horst Ulrich Wendler |
| 16.   | Der Schandfleck  | Ursula Damm-Wendler  |
| 17.   | Der Hexenschuss  | Ursula Damm-Wendler  |
| 18.   | Starthilfe       | Ursula Damm-Wendler  |
| 19.   | Der Star         | Horst Ulrich Wendler |
| 20.   | Die Kur          | Horst Ulrich Wendler |

## Hintergrund
- Handlungsort der Serie ist die fiktive Stadt Neustadt mit der Postleitzahl 7392. Drehort für Außenaufnahmen, die in Neustadt spielten, war Jüterbog. Als Wohnhaus des Ehepaares Schmidt diente dabei ein Haus am Markt.
- Die Serie war eine Produktion, die auf MAZ hergestellt wurde. Außenaufnahmen wurden vorwiegend auf 16-mm-Film gedreht, anschließend als Film geschnitten, abgetastet und dann als MAZ-Sequenz in die Folge eingefügt. Vereinzelt kam für Außenaufnahmen aber auch EB-Technik zum Einsatz. Innenaufnahmen wurden in den früheren, vom Fernsehen der DDR genutzten Jofa-Studios[1] in Berlin-Johannisthal produziert. Hierbei wurde mit Mehrkameratechnik gearbeitet.
- Die Serie wurde vom 2. Dezember 1978 bis zum 14. April 1979 jeweils sonnabends um 19.00 Uhr im Fernsehen der DDR zum ersten Mal gesendet. Dabei wurde jeweils eine einzelne Folge von 25 Minuten Länge ausgestrahlt. Für eine Wiederholung der Serie wurden später jeweils zwei Episoden zu einer Folge von etwa 50 Minuten Länge zusammengefasst, wobei am Ende der ersten Episode der Abspann – mit Ausnahme des Copyright-Hinweises – komplett gezeigt wurde, während zu Beginn der zweiten Episode der Serien-Vorspann fehlte. In dieser Form mit zehn Folgen wird die Serie auch heute häufig gezeigt. Die DVD-Box ist in 20 Folgen unterteilt.

## Neue Aufführungen
Am 26. August 2011 erfolgte die Premiere einer Neuauflage als Theaterstück in der Comödie Dresden (Buch: Christian Kühn / Herbert Köfer). Die Rolle des Paul Schmidt übernimmt dabei wieder Herbert Köfer. In weiteren Rollen bei der Bühnenadaption wirken Ingeborg Krabbe als Elvira Rosendorf, Uwe Karpa als Carsten Lowitzki, Dorit Gäbler als Frau Jäckel, Kerstin Bruhn als Julia sowie Christian Kühn als Herr Voss, Bondgirl 17, Locke Junior und Marc Schuster mit. Mirjam Köfer übernimmt dabei die Stimme einer Fernsehmoderatorin.

## DVD-Veröffentlichung
2009 erschien die komplette Serie auf DVD.